# SKVICh Minsk
Der FK SKVICh Minsk ist ein Fußballverein aus der belarussischen Hauptstadt Minsk, der aktuell in der Perschaja Liha, der zweithöchsten Spielklasse des Landes, spielt.

## Geschichte
Der SKVICh Minsk wurde 2000 als FK Lakamatyu („Lokomotive“) Minsk gegründet. Diesen Namen trug er bis 2008. Dreimal, 2002, 2004 und 2007, gelang dem Verein der Aufstieg in die Wyschejschaja Liha, die höchste Spielklasse von Belarus. Jedoch stieg man 2003 und 2008 nach jeweils einem Jahr und 2006 nach zwei Jahren Erstklassigkeit wieder ab. Lediglich in der Saison 2005 gelang mit einem 11. Platz der Klassenerhalt.
2003 feierte der FK Lakamatyu Minsk mit dem Erreichen des Pokalendspiels seinen größten Erfolg. Dieses wurde jedoch gegen Dinamo Minsk mit 0:2 verloren.
Als SKVICh Minsk wurde der Verein nach einem fünften Platz 2009 in der Saison 2010 Zweiter der Pershaya Liha und verpasste den Aufstieg in die Wyschejschaja Liha durch eine Niederlage in der Relegation gegen Torpedo Schodsina. In der Saison 2011 wurde der Verein Vierter.

## Erfolge
- Belarussischer Pokalfinalist: 2003
- Aufstieg in die Wyschejschaja Liha: 2002, 2004, 2007